# Margit Pfatschbacher

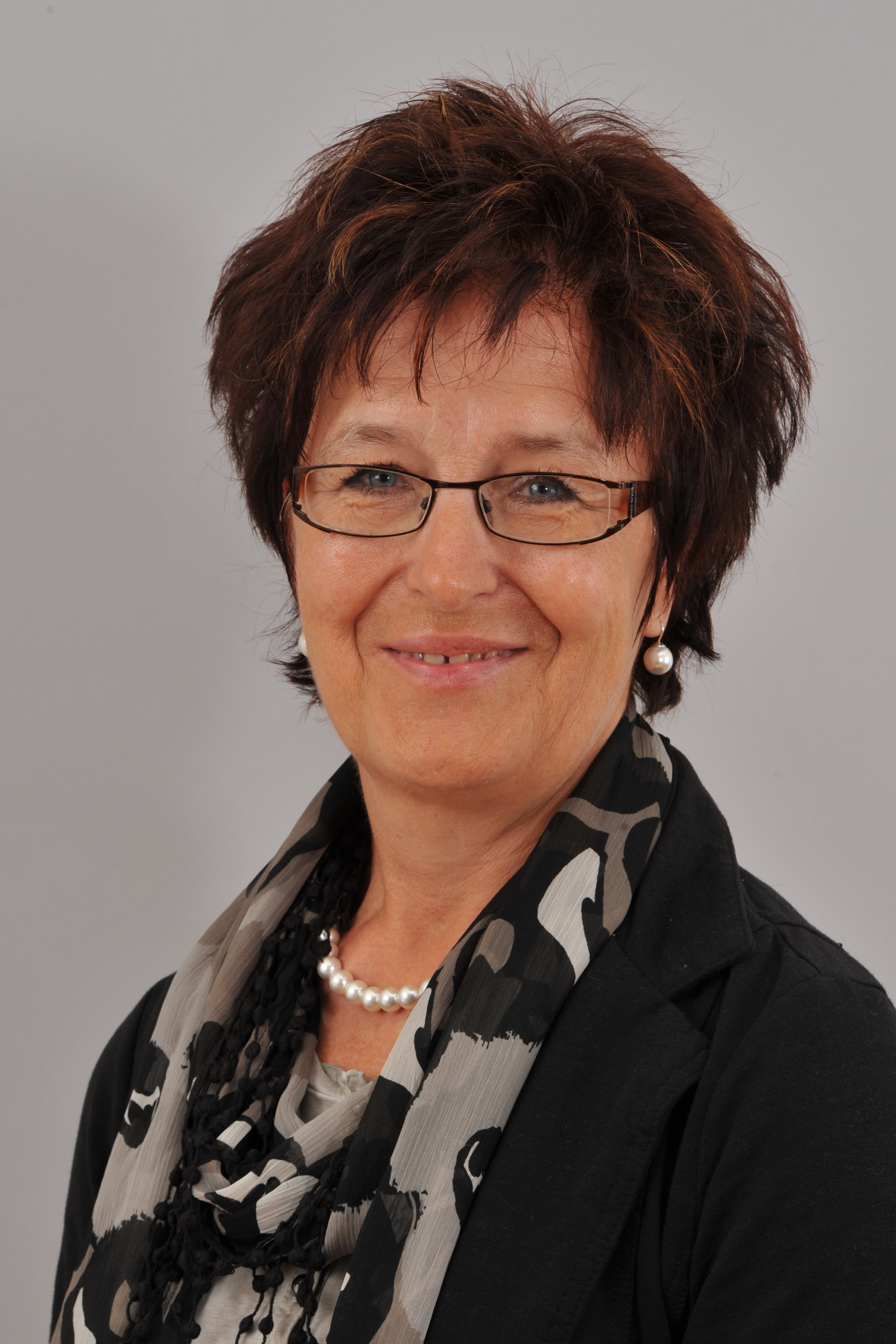
Margit Pfatschbacher (2012)

Margit Pfatschbacher (* 18. Februar 1960) ist eine österreichische Politikerin (SPÖ) und Einzelhandelskauffrau. Pfatschbacher war von 2004 bis 2013 Abgeordnete zum Salzburger Landtag.

## Leben
Pfatschbacher erlernte nach der Pflichtschule von 1975 bis 1978 den Beruf der Textileinzelhandelskauffrau. Sie legte 1978 die Kaufmannsgehilfenprüfung ab und wechselte 1980 zur Firma Interspar-Saalfelden. 1998 wurde sie in den Betriebsrat sowie Betriebsratsvorsitzenden gewählt, 1999 zur Abteilungsleiterin befördert. Nach der Wahl in den Zentralbetriebsrat im Jahr 2000 wurde Pfatschbacher 2002 Funktionärin in der Gewerkschaft der Privatangestellten und 2003 Kammerrätin in der Arbeiterkammer-Salzburg. 
Pfatschbacher wurde 2004 in die Gemeindevertretung der Stadt Saalfelden gewählt und war ab dem 28. April 2004 Abgeordnete zum Salzburger Landtag. Pfatschbacher gelangte in den Landtag, weil zahlreiche SPÖ-Kandidaten nach der Wahl auf das Mandat verzichtet hatten. Pfatschbacher war im SPÖ-Landtagsklub Bereichssprecherin für Jugend und Familie und übernahm 2009 die Funktion der Bereichssprecherin für Kinderbetreuung, Generationen und Familie sowie Konsumentenschutz.
Pfatschbacher ist seit 1980 verheiratet und hat einen Sohn (* 1982). 